# 岐阜県総合教育センター
岐阜県総合教育センター（ぎふけんそうごうきょういくセンター、英称：Gifu General Education Center）は、岐阜県教育委員会が運営する教育に関する研究及び教育関係職員の研修等を行う施設である。

## 概要
岐阜県総合教育センターは2000年前身の岐阜県教育センター、グリーンテクノセンター、情報処理教育センターを統合して岐阜県教育委員会事務局が直接運営する施設となる。

## 所在地
- 岐阜県総合教育センター - 岐阜県岐阜市薮田南5-9-1

## 沿革
- 1949年（昭和24年）8月 岐阜県教育研究所の設置
- 1961年（昭和36年）4月 岐阜県教育研究所を条例により設置
- 1970年（昭和45年）4月 岐阜県教育研究所と岐阜県理科教育センターを統合し、岐阜県教育センターを設置。
- 2000年（平成12年）4月 岐阜県教育センター、グリーンテクノセンター、情報処理教育センターを統合し岐阜県総合教育センターと改称。

## 組織
- 岐阜県教育委員会事務局
  - 教育研修課
  - 学校支援課